# Allende-zaal
De Allende-zaal (Frans: Salle Allende) is een museumruimte van de Université libre de Bruxelles in Elsene waar exposities worden gehouden van hedendaagse beeldende kunst.
Het werd vernoemd naar president Salvador Allende (1908-1973) van Chili. Het is centraal gelegen in de Campus Solbosch van de universiteit, waardoor er interactie is met de studenten.
De zaal werd in 1979 voor het eerst ingericht met het doel tentoonstellingen van hedendaagse kunst te organiseren vanuit de Solbos-campus. Vanaf 1999 wordt een eigen programma ontwikkeld rond beeldende kunst en daarna werd ook het creatieve proces in het programma opgenomen.